# Ізонитка

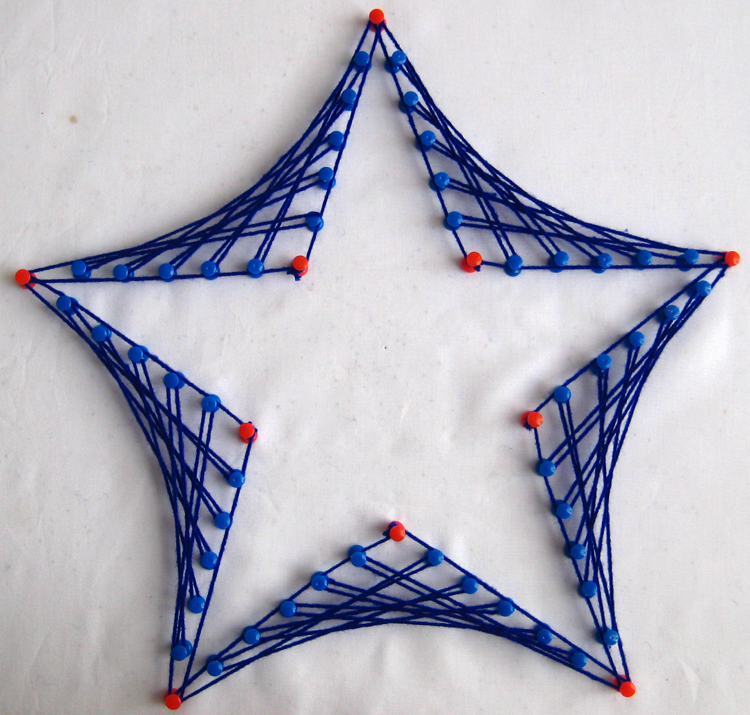

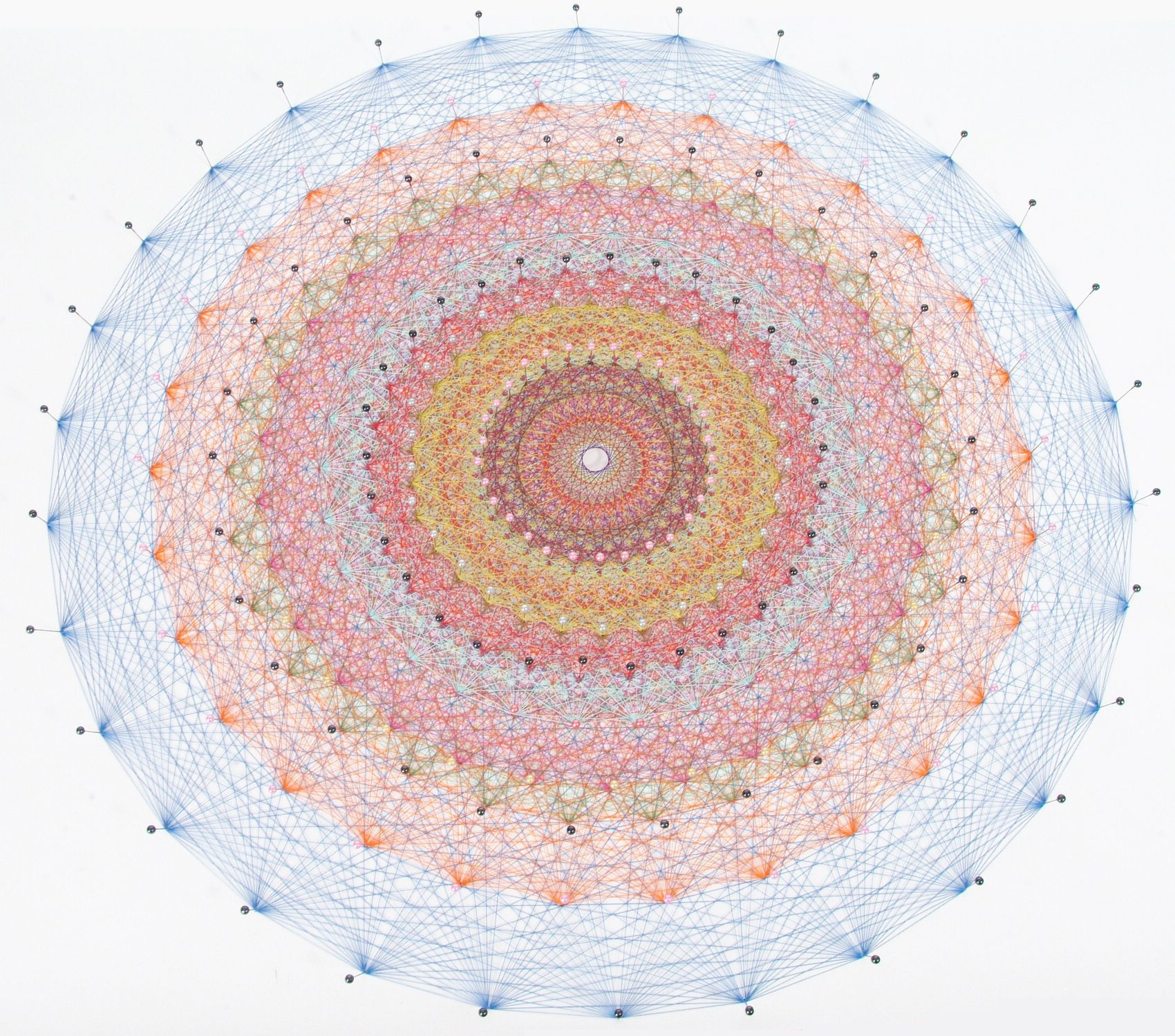

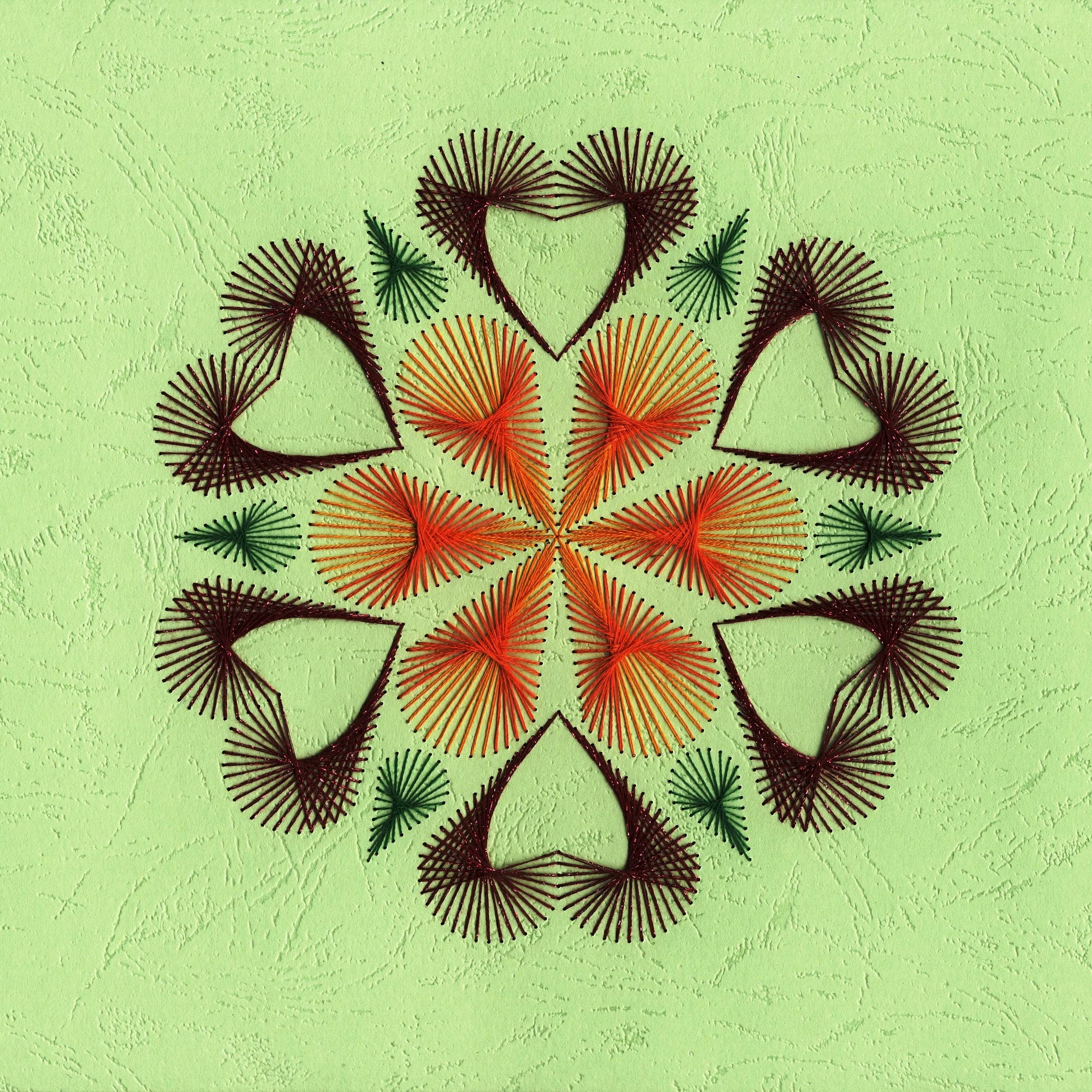

Нитяна́ гра́фіка (варіанти назви: ізонитка, зображення ниткою, нитяний дизайн; англ. String Art) — сучасне мистецтво графіки створення зображення композицією з натягнутих ниток на картоні чи іншому твердому матеріалі — основі, яка відіграє роль тла. Нитяну графіку також інколи називають ізографіка або вишивка на картоні. Як основу також використовується оксамитний або цупкий папір. Нитки можуть бути звичайні швейні, вовняні та інші. Також використовують кольорові шовкові або акрилові нитки. Предметом малювання можуть бути абстрактні візерунки, портрети, пейзажі тощо.

## Історія ниткографії
Ниткографія, як вид декоративно-прикладного мистецтва, уперше з'явилася в Англії в XVII столітті. Англійські ткачі придумали особливий спосіб переплетення ниток. Вони забивали в дощечки цвяхи й у певній послідовності натягали на них нитки. У результаті виходили ажурні мереживні вироби, які використовувалися для прикраси житла. Існує версія, що ці роботи були свого роду ескізами для візерунків на тканині.

## Техніки ізонитки

Поширені два способи фіксації ниток: через наскрізні отвори в основі та на шпильках або цвяхах. При застосуванні цвяхів як основу використовують дошку або товсту фанеру.
Ізонитка може виконуватись монохромними (звичайно — чорними на білому тлі) або кольоровими нитками. Насиченість окремих областей рисунку забезпечується щільністю розташування ниток (подібно до техніки штрихування на звичайному малюнку олівцем). Криволінійні западини високої насиченості на краях зображення звичайно моделюються кривими Безьє, опуклі — нитками, що кріпляться по контуру зображення.
При моделюванні геометричних фігур вкрай важливим є дотримання високої точності розміщення отворів або шпильок на основі.
Цікавий ефект також досягається покриттям одного малюнка іншим, коли перекриття періодичних елементів кожного з малюнків призводить до виникнення муару.

## Митці що працюють в техніці ізонитки
Зеник Палагнюк прославився завдяки великому портрету Джастіна Тімберлейка. Грецький художник Петрос Врелліс за допомогою комп'ютерного алгоритму створив круговий портрет Ісуса Христа.